# Teodor I.
Teodor I., papa od 24. studenog 642. do 14. svibnja 649. godine.